# Rama II (novela)
Rama II es una novela escrita por Gentry Lee y Arthur C. Clarke, que fue publicada en 1989. Describe la interacción de la humanidad con la raza extraterrestre de los ramanes, que fueron presentados en la obra Cita con Rama. Escrita principalmente por Gentry Lee, que aportó la mayor parte de la tarea narrativa, Rama II posee un estilo de escritura distinto del de la novela previa, con un desarrollo más centrado sobre los distintos personajes y un enfoque, ambientación y relaciones humanas más contemporáneos que los existentes en los modelos utópicos presentados en Cita con Rama.
Rama II también puede ser considerada como la primera novela de la «nueva» serie Rama, ya que no siempre se incluye a Cita con Rama en la misma serie. Esta comprende otras dos secuelas, El jardín de Rama y Rama revelada.

## Argumento
Setenta años después de los eventos relatados en Cita con Rama, cuando llega una nave espacial al sistema solar, absorbe energía del sol y luego se va al espacio profundo, la segunda nave ramana finalmente llega al sistema solar. 
Esta vez su llegada es esperada y se envía una expedición más completa, para descubrir más sobre los misterios que rodean a Rama, pero la tripulación no está preparada para lo que van a descubrir y para los conflictos que se desencadenan entre ellos.
Rama II incorpora nuevos personajes y una línea argumental nueva, que posee poco en común con la novela previa y que de hecho, sirve como punto de partida para su propia secuela. Concluye con tres de los doce astronautas atrapados dentro de Rama, mientras la nave carga energías del sol y viaja hacia los confines del sistema solar. Los astronautas que viajan en Rama son Nicole des Jardins Wakefield, Richard Wakefield y Michael O'Toole.

## Personajes deRama II
Tripulación de Newton
- Richard Wakefield. Ingeniero eléctrico británico
- Francesca Sabatini. Periodista italiana
- David Brown. Jefe Científico estadounidense
- Shigeru Takagishi. Científico japonés experto en Rama
- Janos Tabori. Cosmonauta ruso
- Valeriy Borzov. General ruso y comandante de la misión Rama II
- Nicole Des Jardins. Oficial médico y doctora en ciencias de la vida francesa
- Michael O'Toole. General estadounidense
- Irina Turgenyev. Piloto y cosmonauta rusa
- Hiro Yamanaka. Piloto y astronauta japonés
- Reggie Wilson. Videografo estadounidense que trabaja con Sabatini
- Otto Heilmann. Almirante alemán

## Libros de la serie
- Cita con Rama (1972)
- Rama II (1989)
- El jardín de Rama (1991)
- Rama Revelada  (1993)

Gentry Lee también escribió otras dos novelas ambientadas en el Universo de Rama.
- Bright Messengers (1996)
- Double Full Moon Night (2000)